# Амирово (Московская область)
Ами́рово, Амирево — деревня в Раменском муниципальном районе Московской области. Входит в состав сельского поселения Никоновское. Население — 138 чел. (2010).

## Название
Название связано с некалендарным личным именем Амир.

## География
Деревня Амирово расположена в южной части Раменского района, примерно в 28 км к югу от города Раменское. Высота над уровнем моря 141 м. В 1,5 км к востоку от деревни протекает река Ольховка. К деревне приписано 3 СНТ. Ближайший населённый пункт — деревня Натальино.

## История
До революции село в Бронницком уезде Московской губернии.
В 1926 году деревня входила в Натальинский сельсовет Троице-Лобановской волости Бронницкого уезда Московской губернии.
С 1929 года — населённый пункт в составе Бронницкого района Коломенского округа Московской области. 3 июня 1959 года Бронницкий район был упразднён, деревня передана в Люберецкий район. С 1960 года в составе Раменского района.
До муниципальной реформы 2006 года деревня входила в состав Никоновского сельского округа Раменского района.

## Население
| 1926 | 2002 | 2010 |
| ---- | ---- | ---- |
| 215  | ↘0   | ↗138 |

В 1926 году в деревне проживало 215 человек (86 мужчин, 129 женщин), насчитывалось 45 хозяйств, из которых 44 было крестьянских. По переписи 2002 года в деревне отсутствовало постоянное население.

## Церковь Богоявления Господня в Амирево
Также - Крещения Господня.
Последнее здание храма здесь было построено в 1839 году. Это была каменная церковь, выстроенная на средства Шереметевых. Тёплый Никольский придел пристроен в 1877 году.
Сломана не позже 1950-1960-х годах.
Священники:
- Алексей Алексеев (Сербский) - в 1852
- Иоанн Петров Клумов - 1855[13]
- Михаил Николаев Невский (ок. 1823 - до 1879) - в 1857
- Афанасий Мефодиев Вишняков (ок. 1845-1909) - в 1873, 1888, зять предыдущего